# The Father, The Son, and the Holy Guest Star
The Father, The Son, and the Holy Guest Star, llamado El padre, el hijo, y la santa estrella invitada en Hispanoamérica y El padre, el hijo y el espíritu invitado en España, es el último episodio de la decimosexta temporada de la serie animada Los Simpson, emitido originalmente el 15 de mayo de 2005. El episodio fue escrito por Matt Warburton y dirigido por Michael Polcino. Liam Neeson fue la estrella invitada. En este episodio, Bart es enrolado en una escuela católica luego de ser expulsado de la Primaria de Springfield.
En un principio el episodio se estrenaría el 10 de abril, pero se pospuso debido a la muerte del Papa Juan Pablo II, ya que este episodio parodia varios conceptos de la Iglesia católica.

## Sinopsis
El episodio comienza cuando en la Escuela Primaria de Springfield se lleva a cabo un festival ambientado en la Edad Media. Cada uno de los estudiantes tiene un papel: Lisa es la reina, Martin es el rey, y Bart es el tonelero. Bart odia su papel y todos lo tratan muy mal, especialmente Lisa. Contra su voluntad, Willie es obligado a interpretar al "idiota del pueblo", y buscando vengarse, rellena un pastel gigante con cientos de ratas. Todos culpan a Bart por el hecho y lo expulsan de la escuela. Después de averiguar sobre otras escuelas, Marge decide enviar a su hijo a una escuela católica, en donde castigan su actitud rebelde. 
Mientras está sosteniendo dos diccionarios como castigo, Bart conoce al Padre Sean, quien se había convertido al Catolicismo después de una riña con su padre a los 17 años y de un encuentro con San Pedro. El Padre le da a Bart un libro de historietas sobre los santos para que se interese más por la religión. En la casa, Marge comienza a preocuparse por el creciente interés de Bart en la Iglesia católica. Homer va a la escuela a enfrentar al Padre Sean, pero cambia su actitud después de disfrutar de una cena de panqueques y de jugar al bingo rezando una parodia del Ave María sobre los ingredientes de los panqueques. Después de confesarse, Homer descubre que si se convirtiese al Catolicismo sería absuelto de sus pecados. Ya que tanto Bart como Homer consideran cambiar de religión, Marge (preocupada ante el hecho de que estaría sola en el cielo protestante mientras Bart y Homer están en el católico junto con los mexicanos, italianos e irlandeses) le pide ayuda al Reverendo Lovejoy y Ned Flanders, en la cafetería Stokies donde aceptan tratar de detenerlos. Durante una clase sobre la Primera Comunión, Marge, Lovejoy y Ned capturan a Bart.
En la carretera, Marge y Lovejoy tratan de que Bart regrese a su antigua religión. Mientras tanto, en la casa, Lisa se muestra de acuerdo con el deseo de Bart y de Homer de cambiar de religión. Después de que el Padre Sean se burla de ella por ser budista, Lisa le dice que Marge planeaba llevar a Bart al Festival para Jóvenes Protestantes. Homer y el Padre Sean se van de inmediato. En el festival, Marge trata de atraer a Bart con una banda de rock cristiano "Pious Riot" (Parodiando a la banda estadounidense Quiet Riot); sin embargo, sólo logra persuadirlo cuando le muestra el juego de paintball. Homer y el Padre Sean llegan al lugar en una motocicleta, le disparan al cabello de Marge con pintura y comienzan a pelearse con Ned y Lovejoy. Bart dice que no tiene sentido que los cristianos se peleen entre sí. Los dos grupos deciden combatir a los "enemigos comunes", los homosexuales y las células madre, y aceptan la idea de Bart. El episodio termina con una visión de mil años después en el futuro, en donde los habitantes del mundo creen que Bart es "el último profeta de Dios". En la época, la humanidad está dividida en dos bandos: uno apoya las enseñanzas de Bart sobre el amor y la tolerancia, y la otra la comprensión y la paz (y si había sido traicionado por Milhouse o había muerto destrozado por motos de nieve hasta morir). Incapaces de ponerse de acuerdo, ambos bandos desatan una sangrienta batalla durante 4000 años después.